# Adolfo Suárez
Adolfo Suárez González, I duca di Suárez, Grande di Spagna (Cebreros, 25 settembre 1932 – Madrid, 23 marzo 2014), è stato un politico e avvocato spagnolo.
È stato Presidente del Governo della Spagna dal 5 luglio 1976 al 26 febbraio 1981, il primo democraticamente eletto dopo la caduta del regime di Franco e principale fautore, insieme al Re di Spagna Juan Carlo I, della Transizione spagnola: il passaggio storico e istituzionale dalla dittatura della Spagna franchista alla moderna democrazia e monarchia costituzionale spagnola.
Fondatore e Presidente del partito dell'Unione del Centro Democratico (UCD) fino al 1981, nel 1982 ha fondato una nuova formazione politica, il Centro Democratico Sociale (CDS). Nel 1981 il re Juan Carlos gli ha concesso il titolo di duca per il suo servizio verso la Spagna.

## Biografia
Laureato in diritto all'Università Complutense di Madrid, svolse vari incarichi nella struttura del regime franchista, sotto la spinta di Fernando Herrero Tejedor, suo tutore politico da quando egli lo conobbe nel suo incarico di Governatore Civile (Prefetto) di Ávila.

### Nel franchismo
Nel 1958 entra nella segreteria generale del Movimiento Nacional, diventando nel 1961 capo del gabinetto tecnico del vicesegretario generale. Nel 1967 è procuratore nelle Cortes Españolas per la provincia di Ávila e governatore civile di Segovia nel 1968. Dal 1969 al 1973 è nominato direttore generale della Radio Televisione Spagnola (RTVE). Nell'aprile del 1975 nuovamente sotto la spinta di Herrero Tejedor, neosegretario generale del Movimiento, è nominato suo vice.

### La transizione
Il 13 dicembre del 1975, nel terzo governo di Carlos Arias Navarro, il primo formato dopo la morte di Francisco Franco, Adolfo Suárez è nominato ministro Segretario generale del Movimiento, capo del partito franchista.

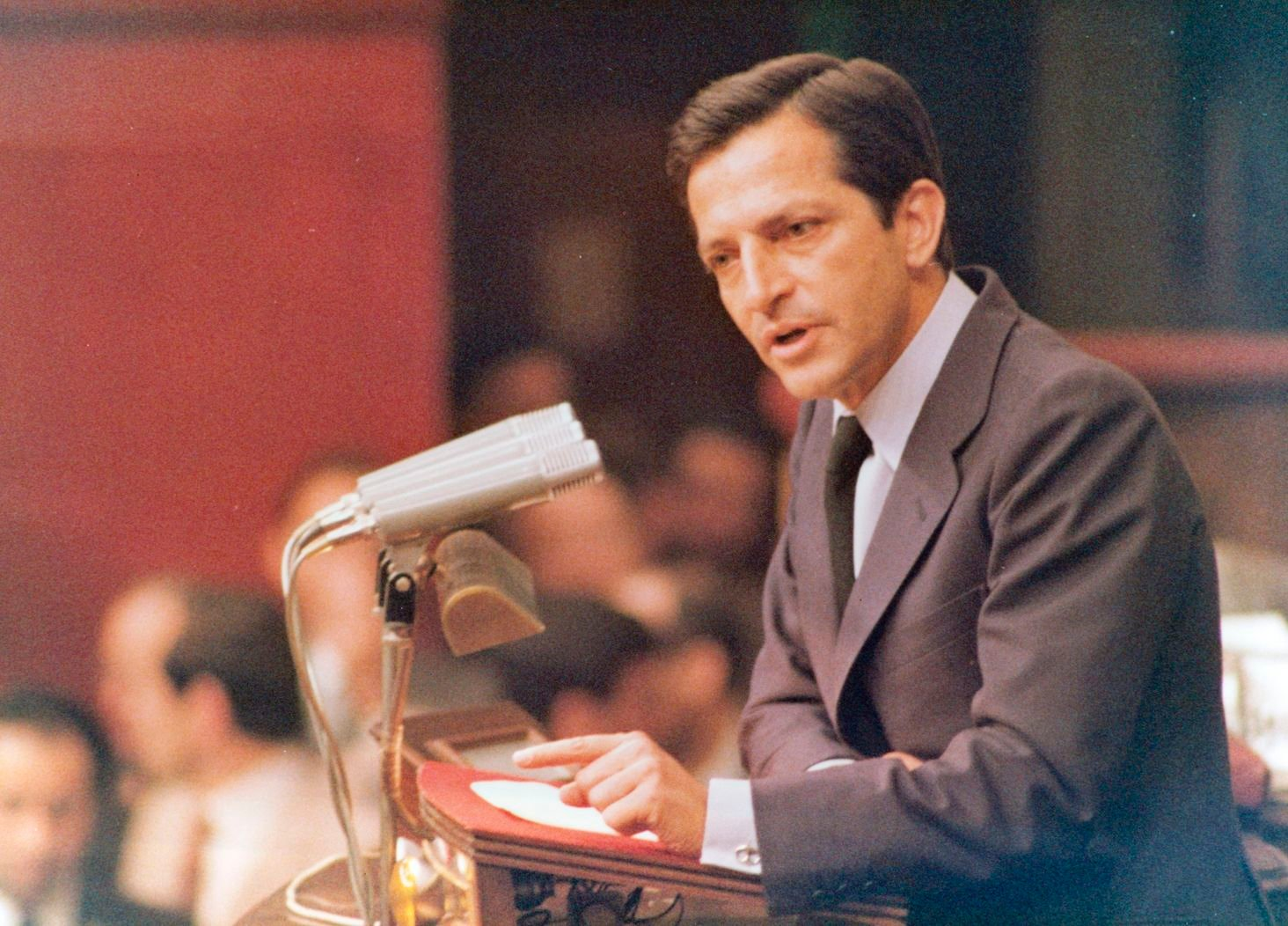
Suárez durante il discorso d’investitura al Congresso dei Deputati

#### Il primo governo
E quindi è al vertice del Movimiento quando nel luglio del 1976 il re Juan Carlos I gli affida la formazione del governo per la transizione democratica e il conseguente smantellamento delle strutture franchiste, il Governo Suárez I. Egli era tuttavia semi-sconosciuto per gran parte degli spagnoli. Ciò nonostante, a soli 43 anni e con non poche difficoltà, fu capace di riunire un gruppo di politici della sua generazione che erano arrivati al convincimento democratico per diversi percorsi. Seppe riunire falangisti moderati, socialdemocratici, liberali e democristiani e, tra il 1976 e il 1979, poté completare la dissoluzione del regime franchista, portando il Paese a libere elezioni democratiche, grazie anche alla legalizzazione del partito comunista ufficializzata il 9 aprile 1977 e la contemporanea soppressione del Movimiento Nacional.

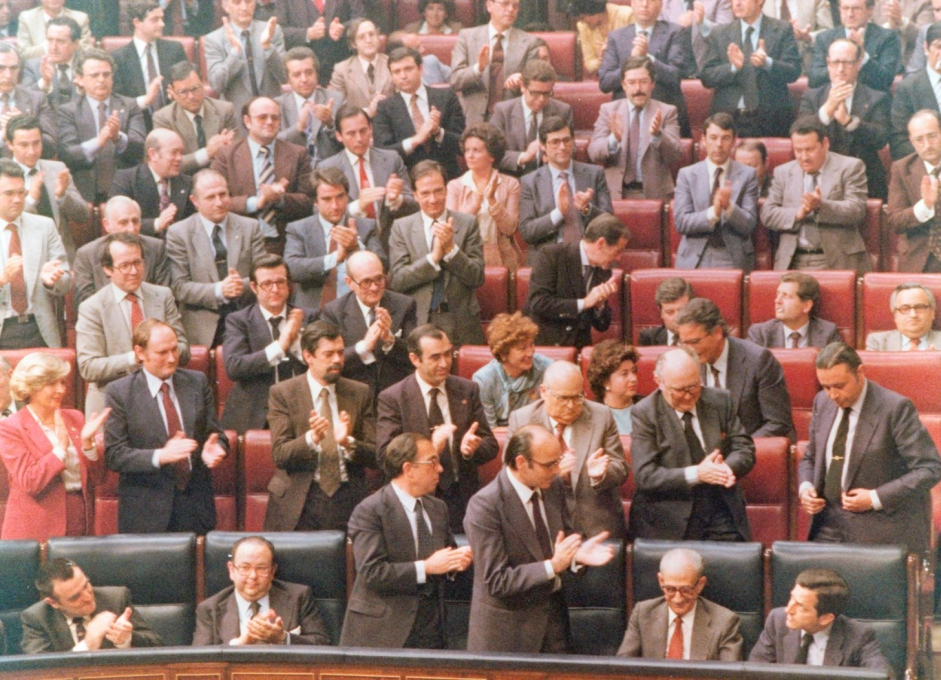
Adolfo Suárez riceve un applauso durante una sessione plenaria del Congresso dei Deputati il 21 maggio 1980.

### Le prime elezioni
Il 15 giugno 1977, per la prima volta in Spagna dal 1936, si celebrarono libere elezioni generali: Adolfo Suárez fu il vincitore al fronte di una unione di formazioni di centrodestra agglutinate attorno alla sua figura, sotto la sigla UCD (Unión de Centro Democrático) e il 4 luglio 1977 formò un nuovo governo. A ottobre furono siglati i patti della Moncloa con le varie parti sociali e gli altri partiti del parlamento. Le Cortes elette, convertite in Assemblea costituente, approvarono la nuova Costituzione, che il popolo spagnolo approvò nel referendum del 6 dicembre 1978 ed entrò in vigore il successivo 29 dicembre.

Suàrez in visita dal Presidente degli Stati Uniti Jimmy Carter

Il 3 marzo 1979, Adolfo Suárez vinceva le prime elezioni politiche del nuovo regime costituzionale e iniziava il suo terzo mandato come presidente del governo. Fu una tappa di governo pieno di difficoltà politiche, sociali ed economiche, che lo condussero a presentare le dimissioni il 29 gennaio 1981, venticinque giorni prima del tentato golpe da parte di alcuni esponenti filofranchisti e nostalgici del regime. Nel suo messaggio al paese affermò: «Yo no quiero que el sistema democrático de convivencia sea, una vez más, un paréntesis en la historia de España» (Ovvero: "Io non desidero che il sistema democratico di convivenza sia, ancora una volta, una parentesi nella storia della Spagna").

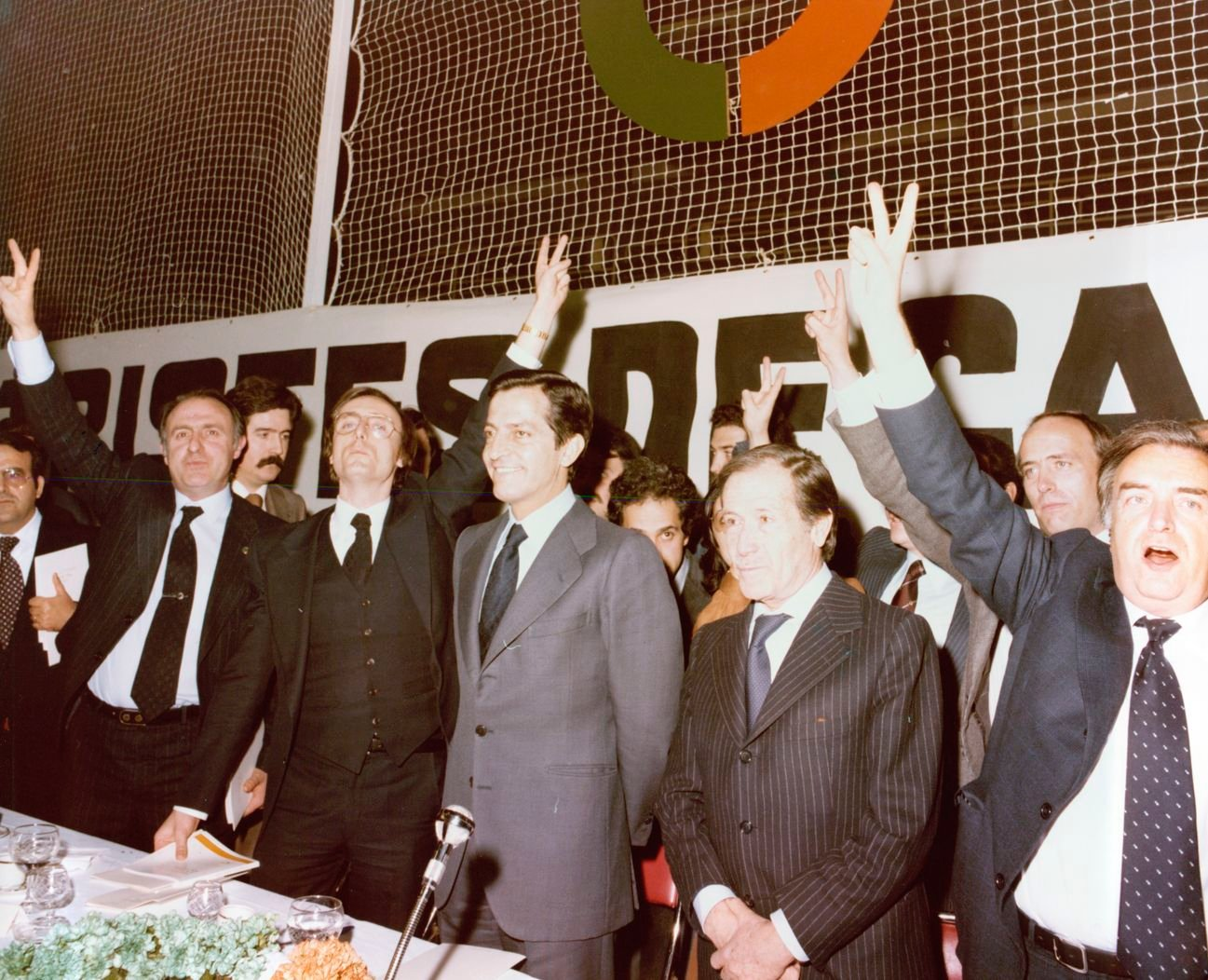
Suárez ad un congresso dell'UCD a Barcellona

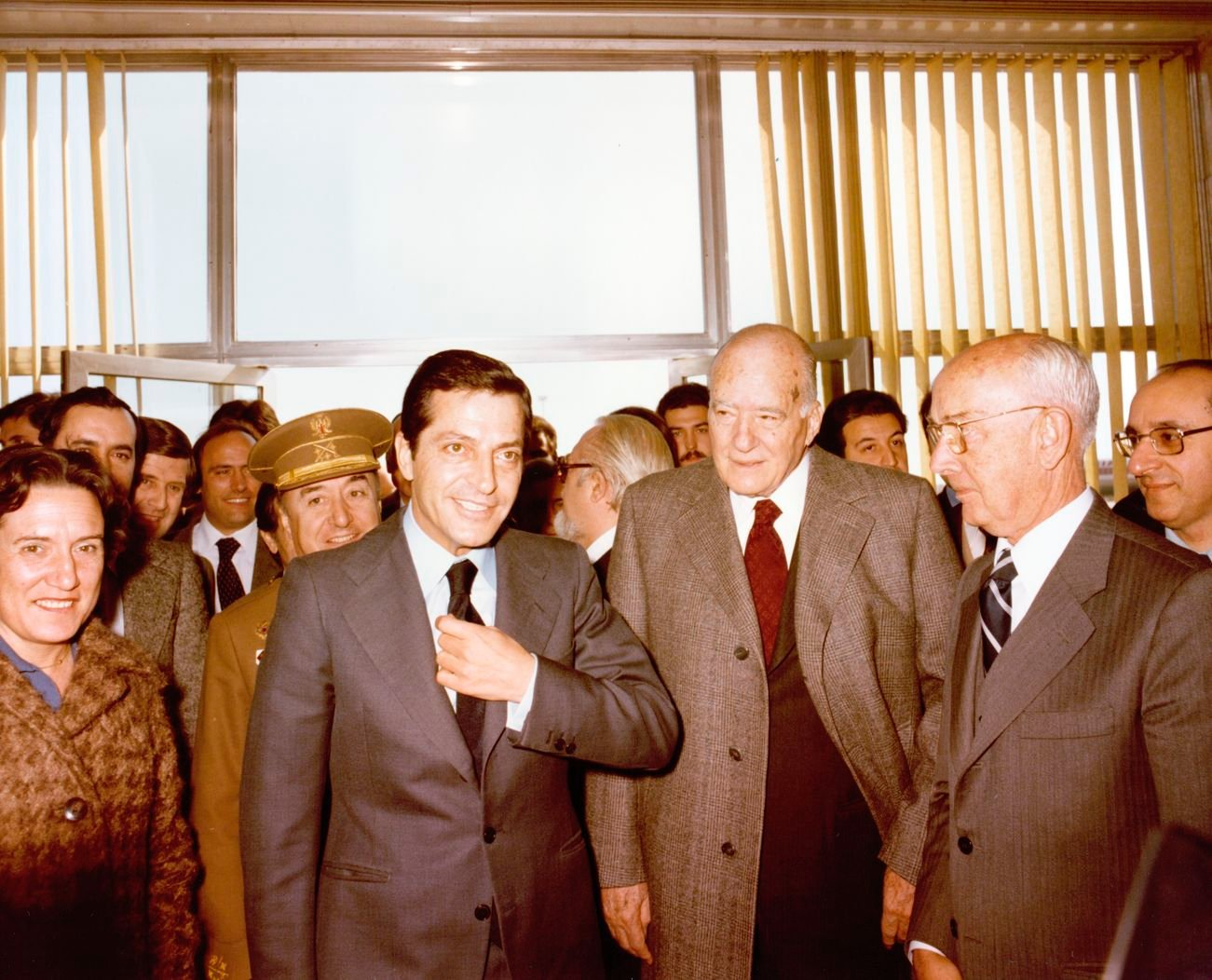
Adolfo Suárez, e Josep Tarradellas, Presidente della Generalità di Catalogna

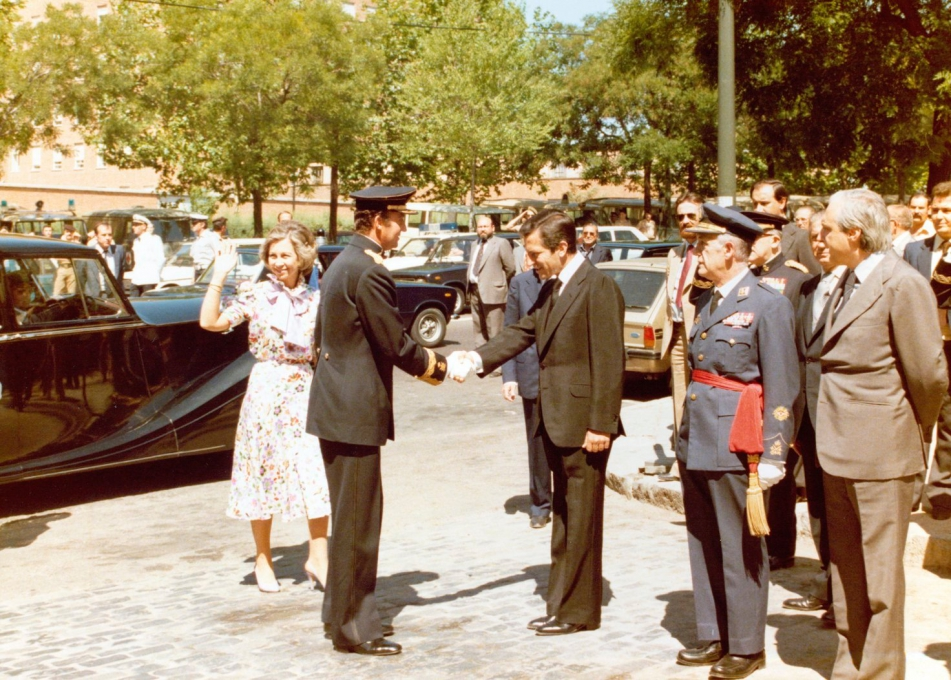
Il Presidente Suárez e Sua Maestà il Re di Spagna Juan Carlos I di Borbone

Quest'affermazione può essere compresa ancor di più osservando l'atteggiamento tenuto dal Presidente Suárez durante l'occupazione del Congresso dei Deputati da parte dei golpisti del colonnello Molina: mentre infatti la maggior parte dei politici presenti al Congresso si ritirava o si buttava a terra nascondendosi sotto i seggi, Suárez e il suo vicepresidente, il tenente generale Manuel Gutiérrez Mellado, (come si può vedere anche dalle dirette effettuate durante la seduta plenaria), affrontarono i rivoltosi per poi rimanere seduti al loro seggio, così come il segretario del Partito Comunista Spagnolo Santiago Carrillo in aperta sfida contro i militari golpisti armati, che spararono colpi in aria e puntarono le loro armi sullo stesso Suárez. 
Un aneddoto racconta che Suárez vedendo che Carrillo si accendeva un sigaro lo fece egli stesso, costituendo un particolare parallelismo: un ex ministro e burocrate franchista che insieme a un comunista esiliato dalla Spagna durante il regime del Caudillo resistevano per sostenere la nuova democrazia spagnola.
I due in seguito furono fatti prigionieri e tenuto sotto guardia custodia in una stanza delle Cortes per tutta la durata del tentativo di colpo di stato, che si concluse la mattina successiva, dopo che re Juan Carlos aveva chiarito, in un discorso televisivo all'1:00, che i ribelli non avevano il suo sostegno.

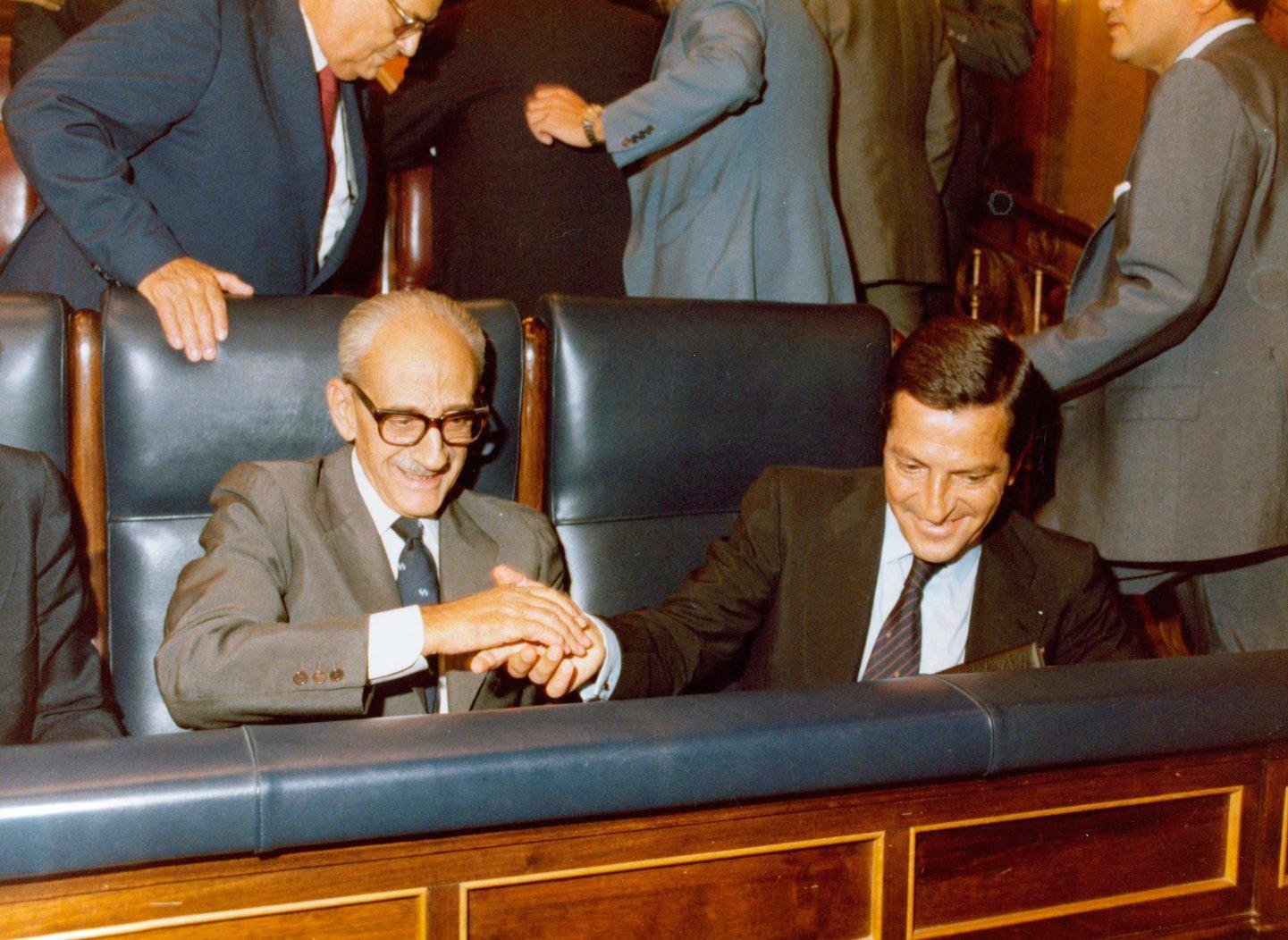
Suárez e il suo vicepresidente, il generale Mellado

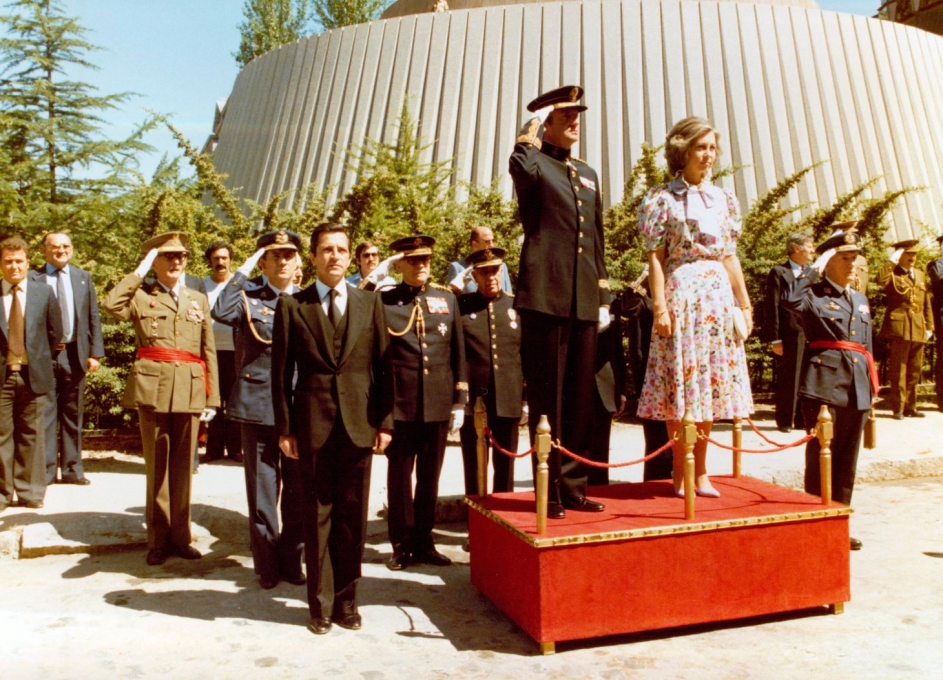
Suárez, seconda carica del Paese, all’inaugurazione del Tribunale Costituzionale del Regno di Spagna nel 1980 a fianco di re Juan Carlos.

### Il CDS
Poco dopo le sue dimissioni creò, insieme ad altri ex-dirigenti dell'UCD, il nuovo partito Centro Democrático y Social (CDS), col quale si presentò alle elezioni generali del 28 ottobre 1982 (vinte da Felipe González del PSOE), risultando eletto a Madrid. Rinnovò il suo seggio nel 1986 e 1989. Nel 1991 si dimise da Presidente del CDS dopo l'inizio della crisi di questo partito, che perse la posizione di preminenza che aveva nel quadro politico spagnolo, dimettendosi pochi mesi dopo anche da deputato.
Nel 1996 gli venne concesso il Premio Príncipe de Asturias (titolo nobiliare dell'erede alla corona spagnola, premio equivalente a un Nobel Spagnolo). Il Premio Príncipe de Asturias per la Concordia gli venne concesso per i suoi importanti contributi alla transizione spagnola verso la democrazia, transizione della quale gli si riconosce l'importantissimo ruolo insieme a quello del re Juan Carlos di Borbone.

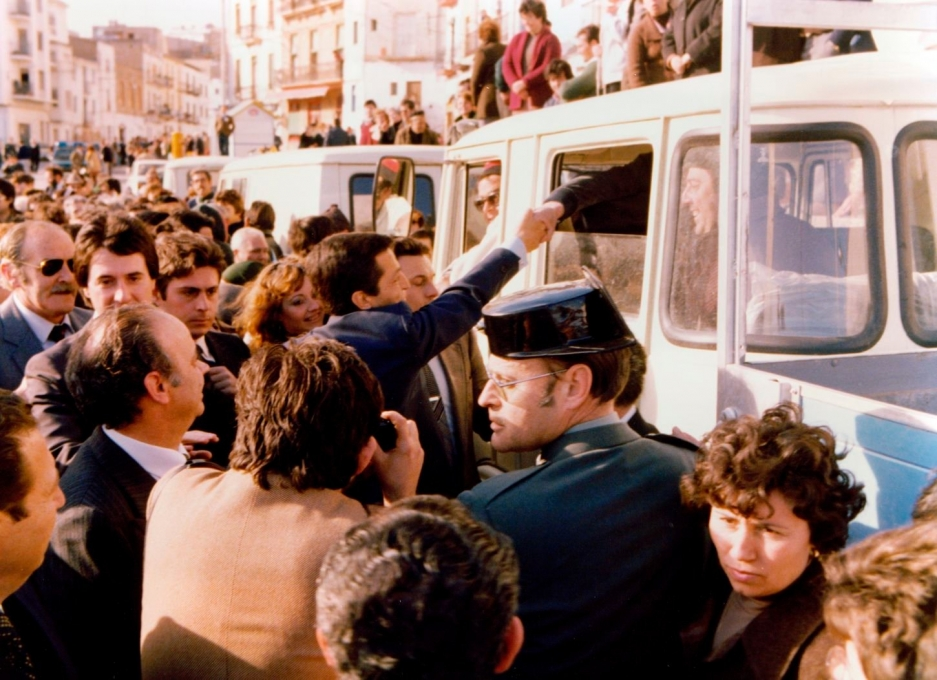
Suàrez durante la campagna elettorale del 1979

Dal 2003, dopo la scomparsa nel 2001 della moglie Amparo Illana Elórtegui e nel 2004 della figlia maggiore Mariam Suárez Illana, entrambe avvenute a causa del cancro, era stato colpito dal morbo di Alzheimer. Muore il 23 marzo 2014 all'età di 81 anni, in una clinica di Madrid, in seguito a un deterioramento delle sue funzioni neurologiche.